# ДоДж
Do#Dж — международный джазовый фестиваль, проводимый в Донецке. Название фестиваля — это сокращённая запись «Донецкий Джаз». В рамках фестиваля проводится Международный конкурс молодых исполнителей «Do#Dж junior».

## История
Первый фестиваль проводился в 1969 году, был организован горкомом комсомола и приурочен к столетию города. Он получил название «Донецк-100». Далее проводилась серия из двенадцати джазовых фестивалей с общим названием «Донецк-…» и продолжением нумерации. Неожиданно, на пике популярности, фестиваль прекратился на 15 лет.
Фестиваль был возрождён группой энтузиастов во главе с президентом фестиваля Александром Серым и с 2001 года проводится ежегодно. Фестиваль сменил название на «До#Дж», получил статус международного и профессионального.
На фестивале в разное время выступали: джазовые биг-бэнды Олега Лундстрема, Игоря Бутмана, Георгия Гараняна, Михаила Радинского, Леры Гехнер; Игорь Бриль, Анатолий Кролл, Аркадий Шилклопер, Андрей Кондаков, трио Петра Назаретова, Владимир Фейертаг, дуэт Оливье Кер-Урио и Мануэля Рошмана, трио Аркадия Эскина, Doo Bop Sound, Гулико Чантурия, Алексей Кузнецов, Энвер Измайлов, Алексей Коган, джаз-оркестр Сергея Щербакова, Валерий Колесников, Леонид Винцкевич, квартет Збигнева Намысловского, эстрадный оркестр "Fusion Band" Владимира Шершнёва, трио «Тригон», Дениз Перье и Напуа Давой, ансамбль «Brazil All Stars», Джони Ви, Нино Катамадзе и группа «Insight», Dean Brown Trio, группа «Jazzinho», «Bril Brothers», Роман Мирошниченко.